# Hannes Lalopua
Hannes Lalopua (Westerbork, 29 oktober 1954) is een voormalig Nederlands voetballer. Hij stond in het betaalde voetbal onder contract bij Heracles Almelo en Fortuna Düsseldorf.

## Loopbaan

### Beginjaren
Hij begon met voetbal bij de pupillen van La Première in Almelo. De club waar ook Hendrie Krüzen zijn eerste stappen op het voetbalveld zette.
Op 12-jarige leeftijd ging Lalopua over naar de jeugdopleiding van Heracles. 
Hij debuteerde als zeventienjarige op 17 september 1972 in het eerste elftal. Hij kwam thuis tegen FC Dordrecht als invaller binnen de lijnen. Daarna moest hij een jaar wachten totdat hij weer zijn opwachting kon maken. Vanaf het begin van het seizoen 1973/74 veroverde hij een vaste plek in de voorhoede van Heracles.

### Bekerstunt tegen Ajax
Hij speelde een hoofdrol in de bekerwedstrijd tegen Ajax op 29 december 1974. Heracles schakelde in de verlenging door een 4-2 thuiszege de Amsterdamse topclub uit. Lalopua gaf twee assists en scoorde de 2-2 waardoor het verlengstuk nodig was.
In 1975 maakte hij de overstap naar de Bundesliga waar hij een tweejarig contract tekende bij Fortuna Düsseldorf.
Hij kwam niet aan spelen toe en na enkele maanden kondigde zich een breuk aan. Toch bleef hij dat seizoen in Düsseldorf waar hij op de reservebank zat. Lalopua was technisch en tactisch goed onderlegd maar zou de hardheid missen om overeind te blijven in de Bundesliga.

### Naar amateurs
Na een jaar wilde hij vertrekken en hij speelde enkele proefwedstrijden in België. Het kwam onder meer om financiële redenen niet tot een transfer. Want hij had een doorlopend contract en Fortuna Düsseldorf vroeg een transfervergoeding.
Hij ging voetballen bij de amateurs omdat er dan geen financiële verplichtingen waren.
Hij speelde drie seizoenen bij zaterdagclub DETO uit Vriezenveen dat uitkwam op het hoogste niveau (eerste klasse). In zijn laatste seizoen liep DETO net het kampioenschap mis. Lalopua was met negentien treffers clubtopscorer.

### Terug bij Heracles
Hij keerde in 1979 terug naar Heracles waar hij nog zeven seizoenen zou spelen. Het hoogtepunt was het kampioenschap in de Eerste divisie in 1984 met promotie naar de Eredivisie.
Na de degradatie uit de Eredivisie in 1986 stopte hij als profvoetballer. Hij speelde daarna nog twee jaar voor DETO.

## Wedstrijdstatistieken
| Seizoen | Club               | Competitie           | wed. | goals |
| ------- | ------------------ | -------------------- | ---- | ----- |
| 1972/73 | Heracles Almelo    | Eerste divisie       | 1    | 0     |
| 1973/74 | Heracles Almelo    | Eerste divisie       | 22   | 3     |
| 1974/75 | Heracles Almelo    | Eerste divisie       | 32   | 7     |
| 1975/76 | Fortuna Düsseldorf | Bundesliga           | 0    | 0     |
| 1976/77 | DETO               | Eerste klasse (ama.) |      |       |
| 1977/78 | DETO               | Eerste klasse (ama.) |      |       |
| 1978/79 | DETO               | Eerste klasse (ama.) |      |       |
| 1979/80 | Heracles Almelo    | Eerste divisie       | 36   | 13    |
| 1980/81 | Heracles Almelo    | Eerste divisie       | 34   | 5     |
| 1981/82 | Heracles Almelo    | Eerste divisie       | 34   | 5     |
| 1982/83 | Heracles Almelo    | Eerste divisie       | 18   | 2     |
| 1983/84 | Heracles Almelo    | Eerste divisie       | 27   | 7     |
| 1984/85 | Heracles Almelo    | Eerste divisie       | 32   | 4     |
| 1985/86 | Heracles Almelo    | Eredivisie           | 29   | 0     |
| Totaal  | Totaal             | Totaal               | 265  | 46    |